# Anna Baranowska
Anna Baranowska (ur. 2 września 1982 w Zgorzelcu) – polska aktorka i prezenterka telewizyjna. Biegle włada językiem polskim, angielskim, niemieckim i hiszpańskim.

## Życiorys

### Wczesne lata
Swoje zainteresowanie sceniczne ujawniła już w szkołach podstawowej i średnie, podczas licznych konkursów recytatorskich i ogólnopolskich festiwali poezji śpiewanej. Jej talent wokalny dostrzeżony został nie tylko w chórze szkolnym, w którym śpiewała, ale także w duecie z Mariuszem Wdowinem, gdzie również grała na flecie Piccolo.
W roku 2000 wspólnie zostali laureatami Bazuny – Ogólnopolskiego Turystycznego Przeglądu Piosenki Studenckiej, ich piosenka Pożegnanie Bilba z Shire'm wygrała Jarmark Dominikański w Gdańsku, na XIII Ogólnopolski Przegląd Piosenki Turystycznej i Poezji Śpiewanej Wrzosowisko 2000 zdobyli dwie II nagrody oraz wyróżnienie na Ogólnopolskim Festiwalu Piosenki Harcerskiej i Turystycznej „Bumerang” w Warszawie i zaproszenie do koncertu laureatów Ogólnopolskiego Przeglądu Piosenki Turystycznej i Poetyckiej Piostur Gorol Song w Andrychowie.
Kontynuacją przygody Anny Baranowskiej z muzyką był zespół muzyki dawnej Rocal Fuza, gdzie grała na fideli. W 2005 roku na Ogólnopolskim Festiwalu Zespołów Muzyki Dawnej "Schola Cantorum” w Kaliszu zdobyła z zespołem trzy nagrody: 2 Złote Harfy Eola i Grand Prix.
Studia rozpoczęła w Niemczech, gdzie w Fachhochschule Köln ukończyła Wielojęzykową Komunikację (Angielski i Hiszpański). W 2012 roku otrzymała dyplom Advanced Diploma in Stage and Screen Acting The Actors Conservatory w Brisbane w Australii.

## Kariera
Debiutowała w 2008 r. w niemiecko-luksemburskim dramacie „House of boys” („Dom chłopców”) w reż. Jean – Claude Schlim. Rok później wystąpiła w niemieckich serialach telewizyjnych „Der Letzte Bulle” („Ostatni gliniarz”), „Kesslers Knigge”, „Lutter” reż. Torsten Wacker i „Wilsberg” reż. Reinhard Münster.
Wystąpiła również w wielu australijskich produkcjach krótkometrażowych, m.in. „The Tiny Peacock” reż. Christian Frederick Schüssler, „Dust to dust” reż. Marek Daniel C, „The Uncanny Valley” reż Dean Law, „Femme fatale” reż. Sara Teng oraz horrorze „Dark unrest” reż. Chosen Effect.
Do jej najważniejszych ról zaliczyć należy postać Galii Gorischenko w niemiecko-południowoafrykańskim serialu „Cape Town” reż. Peter Ladkani, gdzie zagrała u boku m.in. Marcina Dorocińskiegooraz hollywoodzkich gwiazd: Boris Kodjoe, Arnold Vosloo, Trond Espen Seim (serial produkcji 13th Street/NBC Universal, emitowany na platformach Amazon Prime Video i TVN Player) oraz postać Valerie Poiret w „You are Wanted” reż.: Matthias Schweighofer - pierwszym niemieckim serialu emitowanym na platformie Amazon Prime Video i postać Marii Nowak w niemieckim serialu „Der Amsterdam Krimi” reż. Peter Ladkani.
W Polsce zagrała m.in. w serialach „Pierwsza miłość” reż. Jakub Miszczak, „Komisja morderstw” reż. Jarosław Marszewski i hicie telewizji Polsat „Przyjaciółki” reż. Grzegorz Kuczeriszka.
Biegle włada językiem polskim, angielskim, niemieckim i hiszpańskim.

## Filmografia

### Role aktorskie
- 2008 HOUSE OF BOYS, jako pielęgniarka
- 2009 DER LETZTE BULLE, jako policjantka
- 2009 KESSLERS KNIGGE, jako tancerka
- 2009 LUTTER, jako callgirl
- 2009 WILSBERG, przyjaciółka Babette Behrend
- 2011 DUST TO DUST, jako Tiffany
- 2011 THE UNCANNY VALLEY, jako Androide Model
- 2011 THE TINY PEACOCK, jako Miriam
- 2011 FEMME FATALE jako Daniella
- 2012 TRIPLECROSSED, jako Svetlana
- 2012 UNINTERRUPTED, jako Clara
- 2012 DARK UNREST, jako Jazz
- 2013 AKTENZEICHEN XY..UNGELÖST: odc ,,Colonia 55‘‘
- 2013 AKTENZEICHEN XY..UNGELÖST: odc „Old Gypsy“, jako Collien
- 2014 JUST IN TIME, jako dream girl
- 2014 NATALIA, jako Magdalena
- 2015 AKTENZEICHEN XY..UNGELÖST, jako Lilly
- 2015 CAPE TOWN[6], jako Galia Gorischenko[7][8]
- 2015 Pierwsza Miłość, jako klientka fitness clubu
- 2016 KOMISJA MORDERSTW[9][10], jako Anna
- 2017- PRZYJACIÓŁKI, jako Ewa
- 2017 YOU ARE WANTED 2, jako Valerie Poiret
- 2018 DER AMSTERDAM KRIMI, jako Maria Nowak
- 2019 LETZTE SPUR BERLIN, jako Deena Bulgakova
- 2019 VICE SQUAD AUSTRALIA, jako Aria Jacobson

## Role Teatralne

### Teatr
- 2011 DR GLEE MUSICAL, jako Latin Vibe
- 2011 BABY WITH THE BATHWATER, jako opiekunka do dziecka
- 2011 COMEDY OF ERRORS, jako Luciana

### Teledyski
- 2013 Naamio „FLY“
- Programy telewizyjne
- KLEJNOT TV
- Mango Extra